# Iglesia de San Ildefonso (Madrid)
La iglesia de San Ildefonso y de los Santos Niños Justo y Pastor es un edificio religioso, destinado al culto católico, situado en la plaza del mismo nombre de la ciudad de Madrid (España).

## Historia
El edificio original fue fundado el 28 de septiembre de 1619, dependiente de la parroquia de San Martín, y destruido a principios del siglo xix. La planta del conservado es obra del arquitecto Juan Antonio Cuervo, en 1827, aunque cinco años después sufrió un gran incendio. 
En diciembre de 1849 se celebró allí el funeral del guitarrista y compositor Dionisio Aguado, quien residía muy cerca del templo. Una placa en el exterior del templo recuerda que allí se casó el 10 de octubre de 1858 la poetisa gallega Rosalía de Castro, vecina de la Corredera Baja de San Pablo, con Manuel Murguía. Durante la Guerra civil se utilizó para almacenar provisiones, sufriendo grandes destrozos en el conflicto. Quedó restaurada íntegramente en 1952.

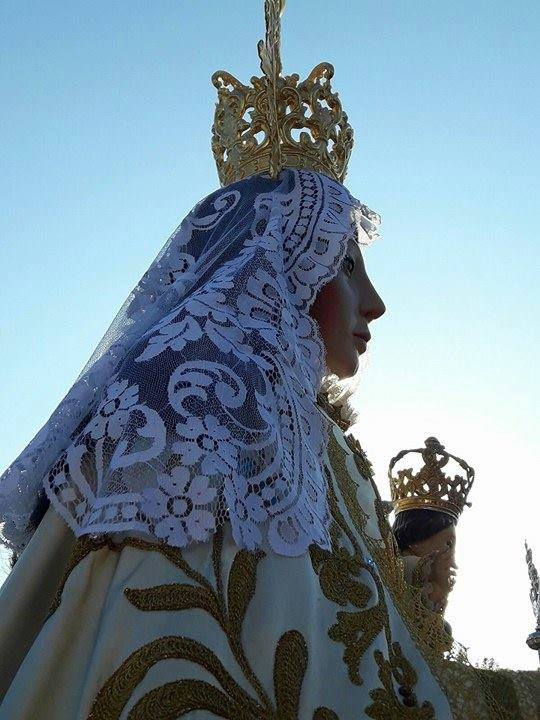
Virgen del Monte venerada en la iglesia de San Ildefonso

A cargo de esta iglesia está el vecino humilladero de Nuestra Señora de la Soledad de la calle de Fuencarral.
En su interior destaca un retablo barroco, atribuido a Gaspar Becerra, dos imágenes de San Antonio de Padua y San José, atribuidas a Francisco Vergara el Mozo y una talla anónima de Cristo Crucificado del siglo xvii. 
En el mes de octubre de 2015 trasladó su sede canónica a esta Parroquia la Hermandad de la Borriquita.
Igualmente el 21 de octubre de 2017 trasladó también su sede canónica a este templo la Hermandad de la Virgen del Monte de Madrid, hasta este momento venerada en la Iglesia de Nuestra Señora de las Maravillas en la calle Dos de Mayo. La imagen es una talla de los años 60 mandada a esculpir por las hermanas Martín para la devoción de los emigrantes de la localidad manchega de Bolaños de Calatrava donde Nuestra Señora del Monte es patrona.
En 2019 se bendijo la nueva puerta de entrada al templo restaurando como estaba antes de 1950 facilitando la salidas procesionales de las hermandades residentes en dicha Parroquia.